# Элий Паулин
Элий Павлин (лат. Aelius Paulinus; греч. Αἴλιος Παυλῖνος) (II век), предположительно командующий вспомогательной когортой (auxilia cohors) Gallorum II в Мёзии. Не путать с викарием Африки IV века Элием Павлином. Так как когорта находилась в Мёзии с 100—122 года, он находился там, примерно в это же время. Упоминается на барельефе алтаря (установленного по его приказу) в Аптаате (Болгария), сделанном наподобие императорского барельефа, и посвященного богине Эпоне. Датируется началом II века н. э. Надпись сделана на греческом (ввиду расположения на Востоке империи) и гласит следующее:
«θεὰν ἐπήκοον / Αἴλιος Παυλῖν[ος ἀνέθηκεν].»
Что в переводе на русский язык, означает:
«Элий Павлин (Паулин) даровал это изображение благодатной богине»
Принимая во внимание установленный по его приказу алтарь, можно предположить что, скорее всего он был галлом по национальности и отправлял культ галльской богини покровительницы коней. Это объясняется и спецификой когорты Gallorum II, которая фигурировала в первую очередь как конная (equitata).